# Eleutherodactylus martinicensis
Eleutherodactylus martinicensis is een kikker uit de familie Eleutherodactylidae.
De soort werd voor het eerst wetenschappelijk beschreven door Johann Jakob von Tschudi in 1838. Later werd de wetenschappelijke naam Hylodes martinicensis gebruikt. De soortaanduiding martinicensis betekent vrij vertaald 'levend op Martinique'. Er is nog geen Nederlandstalige naam voor deze soort, die in het Engels wel wordt aangeduid met 'Martinique Robber Frog'.

## Uiterlijke kenmerken
De kleur is enigszins variabel, van geelachtig bruin tot bruin of oranje, groene kleuren komen niet voor, de rugtekening is zeer veranderlijk. De buik is witgeel, op het midden van de rug is een lichte rugstreep aanwezig. De lichaamslengte is ongeveer 4 centimeter voor een vrouwtje, mannetjes blijven kleiner. Zoals veel geslachtsgenoten heeft de soort een vrij gedrongen lichaam, puntige snuit, grote ogen en hechtschijfjes onder de tenen.

## Algemeen
Het verspreidingsgebied bestaat uit enkele eilanden van de Kleine Antillen; Guadeloupe, Dominica, Marie-Galante, Martinique, Antigua en Îles des Saintes. Op Sint Maarten en Saint-Barthélemy is de kikker geïntroduceerd en op Saint Lucia is de soort uitgestorven. De habitat bestaat uit begroeide bossen, van meer vochtige tot drogere bossen zijn geschikt en de kikker komt voor van zeeniveau tot op 1250 meter boven zeeniveau. Ook in gecultiveerde gebieden zoals bananenplantages wordt de soort aangetroffen. De kikker is een nachtactieve bodembewoner, die zich overdag terugtrekt in met water gevulde bromelia's. De eitjes worden op de bodem afgezet, er vindt een directe ontwikkeling plaats en uit de eitjes kruipen reeds gemetamorfoseerde kikkertjes, het larvestadium voltrekt zich volledig in het ei. Vijanden van de kikker zijn slangen en vanwege het kleine lichaam zijn ook duizendpotigen belangrijke predatoren.